# Arnold Mühren
Arnold Mühren (Volendam, 1951. június 2. –) Európa-bajnok holland labdarúgó, középpályás, edző. Egyike azon kevés labdarúgóknak, akik mind a három jelentős európai kupát elnyerték (BEK, KEK, UEFA-kupa). Testvére, Gerrie Mühren szintén válogatott labdarúgó.

## Pályafutása

### Klubcsapatban
Mühren az 1970–71-es idényben az FC Volendam labdarúgója volt. 1971 és 1974 között az Ajax csapatában szerepelt, ahol egy BEK győzelmet szerzett az együttessel. 1974 és 1978 között az FC Twente játékosa volt. 1978-ban Angliába szerződött. Négy idényen át az Ipswich Town labdarúgója volt. Tagja volt az 1980–81-es UEFA-kupa-győztes csapatnak. 1982 és 1985 között a Manchester Unitedben szerepelt és két angol kupa győzelmet ért el a klubbal. 1985-ben hazatért és ismét az Ajax labdarúgója lett. Az 1986–87-es idényben tagja volt a KEK-győztes csapatnak. 1989-ben itt vonult vissza az aktív játéktól.

### A válogatottban
1978 és 1988 között 23 alkalommal szerepelt a holland válogatottban és három gólt szerzett. Tagja volt az 1988-as Európa-bajnok csapatnak.

### Edzőként
Korábbi klubjainál, az FC Volendamnál és az Ajaxnál az ifjúsági csapatok edzőjeként tevékenykedett.

## Sikerei, díjai
Hollandia
- Európa-bajnokság
  - aranyérmes: 1988, NSZK

 Ajax
- Holland bajnokság
  - bajnok: 1971–72, 1972–73
- Holland kupa (KNVB beker)
  - győztes: 1972, 1986, 1987
- Bajnokcsapatok Európa-kupája (BEK)
  - győztes: 1972–73
- Kupagyőztesek Európa-kupája (KEK)
  - győztes: 1986–87
  - döntős: 1987–88
- Interkontinentális kupa:
  - győztes: 1972

 FC Twente
- Holland kupa (KNVB beker)
  - győztes: 1977
- UEFA-kupa
  - döntős: 1974–75

 Ipswich Town
- Angol bajnokság
  - 2.: 1980–81, 1981–82
- UEFA-kupa
  - győztes: 1980–81

 Manchester United
- Angol kupa (FA Cup)
  - győztes: 1983, 1985
- Angol szuperkupa (FA Community Shield)
  - 1983